# Gunilla Ander
Eva Gunilla Ander, född 14 april 1958 i Bergstena i Västergötland, är en svensk författare och journalist.

## Journalistisk bakgrund
Ett huvudämne för Gunilla Ander har varit internationell jordbrukspolitik. Sedan mitten av 1980-talet har hon arbetat som nyhetsreporter på FLT, Expressen, Helsingborgs Dagblad och tidningen Arbetet. Kring år 2000 började hon specialisera sig på EU:s jordbrukspolitik och WTO-förhandlingarna om frihandel, för facktidningen Land Lantbruk. År 2005 belönades hon med journalistpriset Star Prize för en reportageserie om frihandelns betydelse för bönder i Nya Zeeland, Argentina och Mali. 2022 utsågs hon till Årets lantbruksjournalist.  Gunilla Ander är 2025 verksam som frilansande journalist och författare.

## Författarskap
Gunilla Ander debuterade 2005 med ”Tango Återkomsten” skriven ihop med maken Nils Hansson, och utgiven på Ordfront förlag. Boken är ett litterärt reportage om den tangovåg som sveper över världen. Under resor i bland annat Buenos Aires, Paris, Tokyo, Berlin och landsbygdens Finland söker Gunilla Ander och Nils Hansson upp de viktigaste namnen i den moderna tangon. Boken vill både spegla tangokulturens betydelse idag och spåra dess historiska rötter.
Hennes andra bok "Bomull - en solkig historia" utkom 2010 på Ordfront förlag. Ett litterärt reportage som ställer frågorna hur en t-tröja kan köpas så billigt och varifrån bomullen kommer. Svaren finner Gunilla Ander på resor till diktaturens Uzbekistan, där bönder odlar bomull under hot och där skolbarn tvingas ut i skördearbete. Hon besöker också den uttorkade och förgiftade Aralsjön, en av jordens värsta ekologiska katastrofer, orsakad av den omfattande bomullsodlingen.<
Gunilla Anders tredje reportagebok ”Den lilla svarta: modeindustrins mörka baksida” utkom 2016 på Ordfront förlag. Här går hon in bakom modeindustrins gröntvättade kulisser och skärskådar en bransch som utvecklar konsten att sälja sjukligt billiga kläder och samtidigt belöna konsumenten med ett gott samvete.